# Mortal Kombat 3
Mortal Kombat 3 (communément abrégé MK3) est un jeu vidéo de combat, développé par la société américaine Midway, et troisième titre de la série Mortal Kombat, sorti sur borne d'arcade en 1995,. En France, le titre a été publié sur consoles le 17 novembre 1995. Mortal Kombat 3 suit Mortal Kombat II, et précède Ultimate Mortal Kombat 3, puis Mortal Kombat Trilogy, ces deux derniers étant plus ou moins des mises à jour de MK3.

## Contenu
Mortal Kombat 3 conserve toutes les parties du gameplay de Mortal Kombat II, le jeu ajoute une nouvelle fatalité appelée « Animality », elle transforme le personnage gagnant en animal pour donner le dernier coup fatal à son adversaire. Chaque personnage possède cinq fatalités au total : deux « Fatality », un « Friendship », une « Babality » et une « Animality »,. Le gameplay propose comme principale innovation, une touche pour courir vers l'adversaire. Mortal Kombat 3 introduit un système de codes baptisé « Kombat Kodes » pour le mode versus, six symboles s'affichent au bas de l'écran durant le chargement, trois symboles pour chaque joueur,. Ces codes sont des entrées de combinaison permettant aux joueurs de combattre avec un handicap, l'absence d'affichage de la barre de vie, démarrer le combat avec 25% de points de vie ou encore infliger plus de dégâts à son adversaire. Un code permet notamment de jouer au shoot 'em up de Namco, Galaga.
Parmi les personnages, Raiden et Johnny Cage sont absents de la liste des combattants, tandis que Sonya Blade et Kano marquent leur retour. Les ninja Scorpion et Reptile sont remplacés par les cyborgs Cyrax et Sektor. Ces deux personnages possèdent le même design, à l'instar de Scorpion et de Sub-Zero. Midway reprend le principe de la technique du palette swap pour Cyrax et Sektor, qui sont respectivement représentés en orange et en rouge.
La version arcade est publiée aux États-Unis le 15 avril 1995,. Midway Chicago développe Mortal Kombat 3 sur borne d'arcade en parallèle avec le studio Sculptured Software, qui se charge des versions PC, Super Nintendo et Mega Drive,. Les versions Super Nintendo, Mega Drive, Game Gear et Game Boy sont publiées, toujours aux États-Unis, le 13 octobre 1995. Mortal Kombat 3 est également publié sur PlayStation, où Sony possède l'exclusivité du jeu pour les consoles 32-bits durant six mois dès sa sortie,. En France, Mortal Kombat 3 sort dans sa version Super Nintendo le 20 octobre 1995, et le 23 novembre 1995 sur PlayStation.

## Accueil
La version Mega Drive est notée à 92% par Consoles +, qui juge les graphismes du jeu moyens mais qui considère que Mortal Kombat 3 « fait partie des meilleurs jeux de baston sur la Mega Drive ». La version Super Nintendo est notée à 95%, toujours par Consoles +, concluant par un jeu « très impressionnant » où l'intérêt repose sur le bouton Run, qui « est vraiment novateur » selon le magazine. La version PlayStation est également évaluée à 95%, ses graphismes proches de la version arcade en font l'un des points forts de cette version. 

## Histoire
Shao Kahn, défait par Liu Kang pendant le tournoi Mortal Kombat (qui aurait dû être la dixième victoire consécutive des serviteurs de Shao Kahn, ce qui lui aurait permis d'investir la Terre), dans l’Outworld, met en place un nouveau plan. Il demande à Shang Tsung, aidé des prêtres de l'ombre, de ressusciter son ancienne reine Sindel, inopinément morte dans son jeune âge. Ancienne impératrice de l’Outworld, elle possède la capacité de se rendre sur Terre, talent envié par Shao Kahn et dont il compte bien se servir.
Ainsi, une fois que Sindel a retrouvé son corps, Shao Kahn traverse les dimensions avec son aide. Des suites de son action, le Royaume de la Terre est devenu une partie de l’Outworld, et des millions d'êtres humains ont immédiatement été tués. Cependant, quelques-uns ont pu être épargnés, car Raiden (protecteur du royaume de la Terre) a réussi à protéger leur âme. Il dit à ses combattants que Shao Kahn devait être arrêté, cependant au fur et à mesure que l’Outworld fusionne avec le Royaume de la Terre, Raiden perd ses pouvoirs et n'a donc plus la capacité de stopper les troupes de Shao Kahn.
Shao Kahn a lâché des pelotons d'extermination dans tout le Royaume de la Terre afin d'annihiler l'ensemble des survivants. En outre, la protection de Raiden est effective seulement à l'âme, et non au corps. Ainsi ses guerriers devront non seulement combattre ces pelotons, mais en plus, repousser Kahn.

## Personnages
Voici les personnages du jeu ainsi que leurs fatalités:

### Nouveaux personnages
- Cyrax : assassin cybernétique de couleur jaune travaillant pour le clan Lin Kuei (s'autodétruit et tue l'adversaire ; utilise ses "cheveux" comme hachoir)
- Kabal : apprenti mercenaire au sein du Dragon Noir (gonfle la tête de l'adversaire qui explose ; effraie tellement l'adversaire qu'il est séparé de son âme)
- Nightwolf : shaman américain aidé par les dieux (invoque un rayon tracteur qui emmène l'adversaire ; foudroie l'adversaire avec son tomahawk)
- Sektor : assassin cybernétique de couleur rouge travaillant pour le clan Lin Kuei (écrase l'adversaire avec un compresseur ; brûle l'adversaire avec un lance-flammes)
- Sheeva : garde du corps de Sindel, descendante des Shokan (arrache la peau de l'adversaire à mains nues ; plante l'adversaire dans le sol avec ses poings)
- Sindel : reine d'Edenia revenue à la vie (arrache la peau de l'adversaire avec son cri ; fait tourner l'adversaire avec ses cheveux)
- Kurtis Stryker : officier anti-violence (détone l'adversaire à distance avec une bombe ; électrocute l'adversaire avec un Taser)

### Anciens personnages
- Jax (grandit et écrase l'adversaire ; taillade l'adversaire avec ses "mains")
- Kano (chauffe et explose l'adversaire avec son laser ; arrache le squelette de l'adversaire)
- Kung Lao (tranche l'adversaire en quatre avec son chapeau ; explose l'adversaire en se tournant sur lui-même)
- Liu Kang (écrase l'adversaire avec une borne d'arcade ; consume l'adversaire de l'intérieur)
- Shang Tsung (fait léviter l'adversaire et le sépare de son âme ; invoque un rang de piques et lance l'adversaire dessus)
- Smoke (seulement par code secret)
- Lt. Sonya Blade (brûle l'adversaire avec son baiser ardent ; écrase l'adversaire dans une boule d'énergie)
- Sub-Zero (congèle l'adversaire qui s'écrase sur le sol ; congèle l'adversaire et le casse en morceaux)

### Personnages non jouables
- Motaro (Sous Boss) (seulement par code secret)
- Shao Kahn (Boss) (seulement par code secret)
- Noob Saibot (seulement par code secret)

## Zones de combats (Kombat Zones)
Il y a au total quatorze terrains de combat :
- The Subway (lorsque l'adversaire reçoit un uppercut à la fin du combat, il sera écrasé par le train sur les rails opposés)
- The Street
- The Bank
- Rooftop
- The Balcony
- The Bridge
- Soul Chamber
- Shao Kahn Tower (Bell Tower) (à la fin du combat, l'adversaire peut être envoyé à travers les étages où il finit empalé par des lames)
- The Temple
- The Pit 3 (même fatailty que dans les deux premiers jeux, sauf que l'adversaire sera tailladé par des scies circulaires)
- Smoke's Portal (seulement lors du combat contre Smoke, uniquement par Kombat Kode)
- Noob's Dorfen (seulement lors du combat contre Noob Saibot, uniquement par Kombat Kode)

## Nouveautés dansMK3
- MK3 a aussi introduit le Ultimate Kombat Kode, un code de 10 chiffres qui permettait de rendre Smoke définitivement jouable à l'écran de sélection des personnages. Le gérant de la borne d'arcade devait dès lors ré-initialiser le jeu s'il voulait effacer Smoke.
- MK3 a introduit les combos (présents dans la plupart des jeux de combats), c’est-à-dire l'enchaînement très rapide de coups. Seul le premier coup peut être bloqué ; si ce n'est pas le cas, la victime encaissera les coups jusqu'à la fin du combo/erreur de manipulation de l'attaquant. Certains ont vu dans les combos une évolution majeure dans le gameplay, d'autres un gameplay encore plus technique diminuant dès lors la stratégie de combat, et par extension l'essence même de l'univers Mortal Kombat.
- MK3 a donné une alternative aux classiques Fatality avec les Animality, où le vainqueur se transforme en un animal qui tue plus ou moins violemment son adversaire.
- MK3 a également introduit la Mercy (« pitié » en anglais), permettant à l'adversaire affaibli de récupérer un peu d'énergie et de continuer à se battre. La Mercy est nécessaire à la réalisation d'une Animality.
- Les combattants ont encore plus de Fatality et de mouvements spéciaux, et trois stages ont leur propre Fatality : The Subway, The Shao Kahn Tower et The Pit 3.
- MK3 est le premier jeu de la série à employer des couleurs distinctes de sang selon la race : les humains et Shao Kahn ont le traditionnel sang rouge, Sheeva et Motaro ont le sang vert et les trois ninjas robotisés Cyrax, Sektor et Smoke ont le sang noir (huile).
- C'est dans MK3 que Shao Kahn a été jouable pour la première fois (via un code secret, uniquement sur consoles et non dans la version d'arcade d'origine).
- MK3 a introduit les doubles stages, où celui du dessus est accessible lorsqu'un joueur est victime d'un uppercut dans le stage d'en dessous. La victime traverse alors violemment le plafond.
- MK3 a été le premier jeu de la série où la difficulté de l'ordinateur fut réglable. Mais elle n'était pas très bien dosée, de sorte qu'elle allait d'un niveau très facile où le CPU (l'adversaire non humain) est inerte à un niveau ridiculement difficile.

## Portages
- Super Nintendo
- Mega Drive
- PC
- PlayStation
- Game Boy
- Game Gear
- Nintendo DS (avec plus de persos)

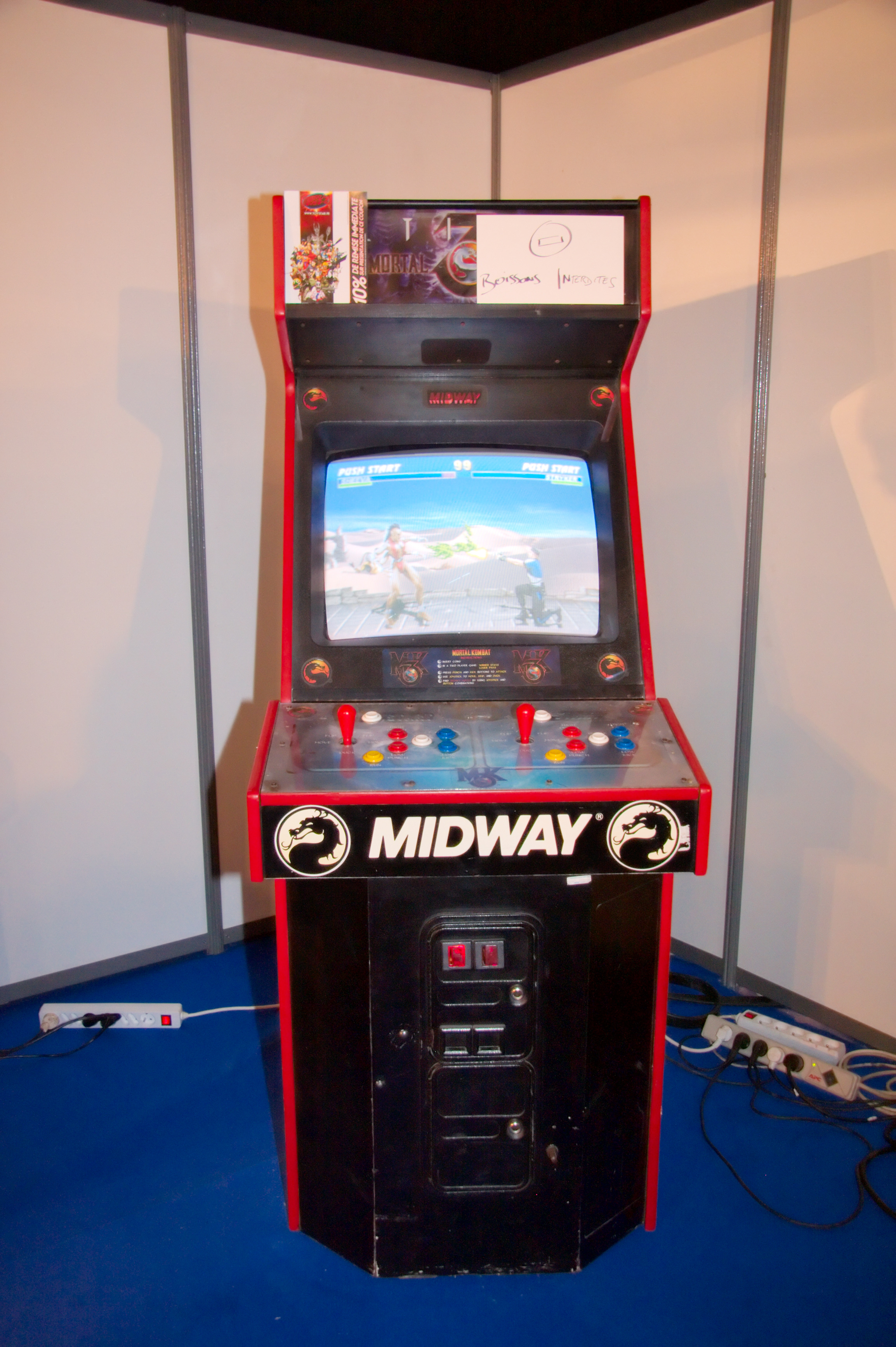
Borne d'arcade de Mortal Kombat 3 (système Midway Wolf Unit.

Les trois premiers seront très fidèles et souvent réussis (surtout sur Super Nintendo), moins voir différents pour les autres supports.

## Équipe de développement
Chez Midway (développeur) :
- Design Team : Ed Boon, John Tobias, Steve Beran, Dan Forden, Tony Goskie, Dave Michicich, John Vogel.
- Lead Programmer : Jim Wenn
- Programmers : Patrick Alphonso, Mike Crandall, Paul Blagay
- Art Manager :, Gary Penacho
- Sound and Drivers : Chris Braymen, Roy Wilkins
- Artistes : Meil Melville, Jeff Knight, Mary Scriven, Mike Lott, Kent Barney
- Art Conversion : Jim "Crash" Jung
- Director : Jeff Peters
- Development Tools : Med Martin, Adam Clayton, Jim Wenn, Rob Melson, Mike Callawan, Patrick Alphonso

Chez Williams Entertainment (éditeur) :
- Manual Design Production : Debbie Austin, Steve High, Shawn Murphy
- Quality Control : Brian Johnson, Williams Entertainment Testing

## Casting
Ci-dessous les acteurs qui ont permis la création des personnages selon la technique des images digitalisées :
- John Parrish : Jax
- Richard Divizio : Kabal, Kano, Noob Saibot
- Tony Marquez : Kung Lao
- Eddie Wong : Liu Kang
- John Turk : Shang Tsung, Sub-Zero
- Sal Divita : Cyrax, Nightwolf, Sektor, Smoke
- Kerri Hoskins : Sonya Blade
- Lia Montelongo : Sindel
- Michael O'Brien : Stryker
- Brian Glynn : Shao Kahn